# Бесчастнов Олексій Дмитрович
Олексій Дмитрович Бесчастнов (8 лютого 1913, село Фряново Богородського повіту Московської губернії, тепер смт Щолковського міського округу Московської області, Російська Федерація — 6 листопада 1998, місто Москва, Російська Федерація) — радянський діяч органів державної безпеки, голова КДБ при РМ Узбецької РСР, генерал-лейтенант. Депутат Верховної ради РРФСР 3-го скликання. Депутат Верховної ради Узбецької РСР. Депутат Верховної Ради СРСР 8—9-го скликань.

## Біографія
Народився в родині робітника вовняної фабрики. У 1925 році закінчив п'ять груп сільської школи в селі Фряново.
У жовтні 1926 — січні 1929 року — пекар-бараночник у пекарні споживчого товариства у Фряново. З січня до червня 1929 року — продавець магазину споживчого товариства у Фряново.
У липні 1929 — січні 1930 року — технічний секретар Фряновської селищної ради Щолковського району Московської області. З січня до квітня 1930 року — бібліотекар бібліотеки при фабрично-заводській школі-семирічці в Фряново.
У квітні 1930 — січні 1931 року — секретар комітету ВЛКСМ при вовняній фабриці імені III Інтернаціоналу у Фряново.
З січня до червня 1931 року — завідувач організаційного відділу, з червня до серпня 1931 року — секретар Щолковського районного комітету ВЛКСМ Московської області.
У вересні 1931 — червні 1932 року — студент Московського комуністичного університету імені Кагановича.
Член ВКП(б) з березня 1932 року.
У червні 1932 — березні 1935 року — 1-й секретар Дмитровського районного комітету ВЛКСМ Московської області.
У березні 1935 — січні 1936 року — слухач курсів марксизму-ленінізму при Московському обласному комітеті ВКП(б).
У січні 1936 — жовтні 1937 року — 1-й секретар Каширського районного комітету ВЛКСМ Московської області.
25 жовтня 1937 — червень 1938 року — помічник начальника 3-го відділення 2-го відділу ГУДБ НКВС СРСР у Москві. У червні — 1 листопада 1938 року — помічник начальника відділення 3-го спецвідділу НКВС СРСР. 1 листопада 1938 — 7 травня 1940 року — начальник 4-го відділення 3-го спецвідділу НКВС СРСР.
7 травня 1940 — квітень 1941 року — начальник 3-го спецвідділу Сочинського міського відділу НКВС та заступник начальника 3-го спецвідділу УНКВС по Краснодарському краю. У квітні — серпні 1941 року — начальник 3-го відділу УНКДБ по Краснодарському краю.
У 1941 році закінчив заочно два курси Краснодарського державного педагогічного інституту.
6 вересня 1941 — серпень 1942 року — начальник економічного відділу УНКВС по Краснодарському краю. З серпня 1942 до травня 1943 року — начальник Новоросійської оперативної групи УНКВС по Краснодарському краю в містах Геленджик (з 29 вересня 1942 року) та Новоросійськ (з 25 грудня 1942 року).
24 червня 1943 — 13 травня 1944 року — заступник начальника УНКДБ по Краснодарському краю з кадрів. 13 травня 1944 — 7 травня 1948 року — заступник начальника УНКДБ (УМДБ) по Краснодарському краю. У цей період виїжджав у відрядження до радянської зони окупації Німеччини (1945 рік) та Польщі (1945—1946 роки).
7 травня 1948 — 5 листопада 1951 року — начальник УМДБ по Сталінградській області.
5 листопада 1951 — березень 1953 року — старший радник МДБ СРСР при Міністерстві народної безпеки Чехословацької Соціалістичної Республіки. У березні 1953 — березні 1954 року — старший радник МВС СРСР при Міністерстві народної безпеки Чехословацької Соціалістичної Республіки. 10 червня 1953 року був тимчасово усунений з посади та відкликаний до Москви, поновлений на посаді 20 липня 1953 року. З березня до 3 вересня 1954 року — старший радник КДБ при РМ СРСР при Міністерстві народної безпеки Чехословацької Соціалістичної Республіки.
3 вересня 1954 — січень 1957 року — начальник 11-го відділу Першого головного управління КДБ при РМ СРСР. У 1956 році виїжджав у відрядження до Болгарії та Румунії.
У січні 1957 — серпні 1962 року — старший радник (старший консультант) КДБ при РМ СРСР при Міністерстві внутрішніх справ Угорської Народної Республіки.
У серпні 1962 — грудні 1964 року — заступник начальника 7-го Управління КДБ при РМ СРСР.
У грудні 1964 — 1965 року — керівник групи фахівців Державного комітету економічних зв'язків СРСР на Кубі. У 1965—1968 роках — керівник представництва КДБ при РМ СРСР при Міністерстві внутрішніх справ Куби.
У 1968 — 25 жовтня 1969 року — заступник начальника Інспекції при голові КДБ при РМ СРСР.
14 листопада 1969 — 25 жовтня 1974 року — голова КДБ при Раді міністрів Узбецької РСР.
У жовтні 1974 — вересні 1981 року — начальник 7-го Управління КДБ при РМ СРСР. 19 серпня 1975 — 11 вересня 1981 року — член Колегії КДБ СРСР. З 1981 року — в чинному резерві КДБ СРСР.
У жовтні 1981 — лютому 1986 року — заступник міністра з виробництва мінеральних добрив СРСР по режиму. З 26 січня 1982 року — член Науково-технічної ради при заступнику міністра оборони СРСР.
З лютого 1986 року — персональний пенсіонер у Москві.
Помер 6 листопада 1998 року, похований на Ваганьковському цвинтарі Москви.

## Звання
- лейтенант державної безпеки (25.09.1938)
- старший лейтенант державної безпеки (28.02.1939)
- капітан державної безпеки (31.12.1942)
- підполковник державної безпеки (11.02.1943)
- полковник державної безпеки
- генерал-майор (18.02.1958)
- генерал-лейтенант (17.12.1969)

## Нагороди
- орден Леніна (13.12.1977)
- орден Жовтневої Революції (7.02.1983)
- два ордени Червоного Прапора (30.10.1967, 31.08.1971)
- орден Трудового Червоного Прапора (8.10.1980)
- три ордени Червоної Зірки (23.04.1943, 24.02.1945, 25.06.1954)
- два ордени «Знак Пошани» (26.04.1940, 26.05.1962)
- орден Дружби (Соціалістична Республіка В'єтнам) (.10.1980)
- медаль «Ветеран праці»
- 12 медалей
- знак «Заслужений працівник НКВС» (7.12.1942)
- знак «Почесний співробітник держбезпеки» (23.12.1957)
- Почесний громадянин міста Вроцлава (Польща)